# Victor Demogeot
Victor Étienne Demogeot, né le 14 août 1881 à Bainville-sur-Madon (Meurthe-et-Moselle) et mort le 9 mars 1970 à Flavigny-sur-Moselle (Meurthe-et-Moselle), est un mécanicien et pilote automobile français.

## Biographie
Né d'un père dirigeant dans une fonderie, il apprit ainsi la mécanique durant son adolescence à l'atelier d'usinage. À l'âge de 18 ans, il devint champion régional de cyclisme, et au retour de son service militaire, il entra comme dessinateur industriel chez De Dietrich à Lunéville. En 1903, il obtint un poste parisien chez Darracq, où il rencontra Victor Hémery aux côtés duquel il disputa les éliminatoires français de la Coupe Gordon Bennett (équipage non retenu, leur véhicule s'étant embrasé) puis ses premières véritables courses en 1905, connaissant immédiatement des succès de renom sur des 80HP de 10 litres de cylindrée, le plus souvent moins puissantes que leurs rivales directes.
Il quitta la marque à la fin de la saison 1908 pour un bref interlude en 1910 auprès de l'ingénieur aéronautique Le Roux, avant de continuer à nouveau une activité professionnelle dans la mécanique automobile jusqu'en 1914, bifurquant ensuite pour ouvrir sa propre fabrique de livres comptables.
Le moteur V8 Darracq de 120 chevaux de sa Gold Speed Crown en 1906 battit un dernier record le 26 juin 1909, celui britannique du mile avec Sir Algernon Lee Guinness (futur directeur du groupe Sunbeam-Talbot-Darracq ) à 193,4 km/h, dont le frère cadet n'était autre que Kenelm Lee Guinness, détenteur du record de vitesse terrestre de 1922 à 1924.

## Palmarès

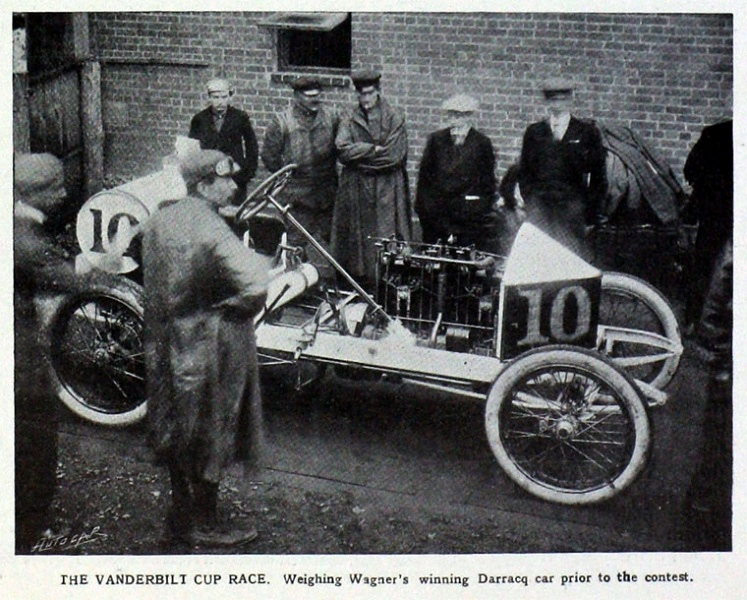
Une Darracq 80HP (ici celle de Louis Wagner, vainqueur de la Vanderbilt Cup en 1906).

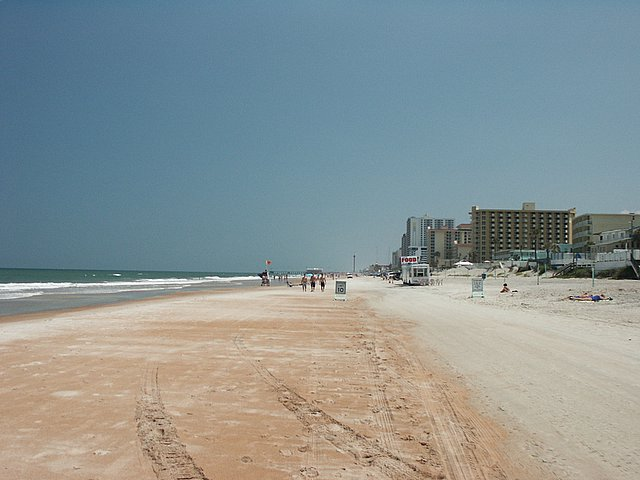
La plage actuelle de Daytona Beach (Ormond).

### Mécanicien
- Superposable à celui de Victor Hémery période Darracq de 1905 à 1906, avant l'entrée de ce dernier chez Benz en 1907 : Circuit des Ardennes  et Coupe Vanderbilt en 1905 (Hémery est alors lauréat rétroactivement de l'U.S. National driving Championship car racing).

### Pilote
- Couronne d'Or de vitesse de la course-reine  Two-Mile-A-Minute, lors de la fin de la semaine du Florida Speed Carnival: victoire le 29 janvier 1906 sur Darracq 120HP V8 de 12,7 litres[2] face au Rocket Red Steamer Stanley à vapeur de Fred Marriott alors recordman mondial de vitesse terrestre depuis à peine trois jours sur place, à Daytona Beach (Ormond Beach, Fl), en réussissant un temps de 58,8 secondes à 196,9 km/h lors de l'un de ses deux essais ;
- La Course cubaine à La Havane, un Grand Prix au début du mois de février 1906 sur la Darracq 80HP de la Vanderbilt Cup 1905 (organisé par Morgan, celui-là même du Florida Speed Carnival, le deuxième de la course étant aussi un français, Maurice Bernin) ;
- Vainqueur de classe à la Course de côte de Gaillon en 1906, sur Darracq 40HP ;
  - 2e de la première Coppa Florio Velocita di Brescia, en 1907 sur Darracq, avec pour mécanicien le jeune Jean Chassagne[3] ;
  - 2e du Saint-Pétersbourg-Moscou, en 1908 sur Darracq (derrière son ancien équipier Victor Hémery, alors sur Benz; course de 777,5 km)[4] ;
  - 3e de la première Coupe de la Commission Sportive, en 1907 sur Darracq ;
  - 4e de la Coppa Florio, en 1908 sur Mors (7e en 1907).

## Distinction

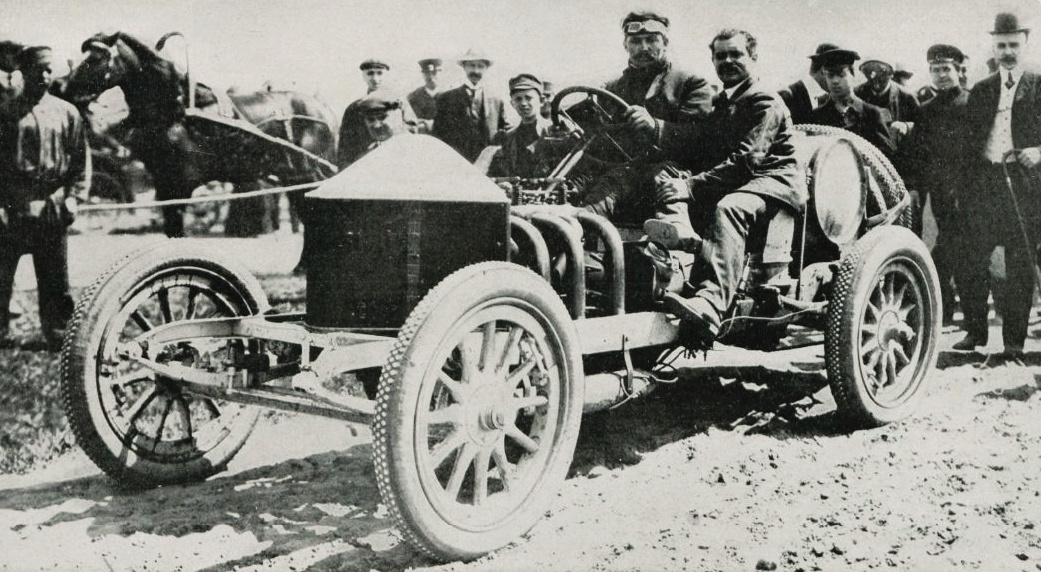
Victor Demogeot, deuxième sur Darracq de la seconde édition de Saint-Pétersbourg-Moscou, en 1908.

- 1906 : le Daytona Award (à la suite de son exploit face à Marriott).